# Archaeoceratops
Archaeoceratops, que significa "antiga cara com chifres", era uma espécie de dinossauro neoceratopsiano basal da fase Aptiana do Período Cretáceo, que habitou o norte da China central. Parece ter sido um bípede e bastante pequeno (cerca de 1 metro de comprimento), com uma cabeça relativamente grande. Ao contrário de muitos Ceratopsia posteriores, não tinha chifres, mas apenas um pequeno rufo ósseo projetando-se na parte de trás da cabeça.

## Descoberta e Espécies

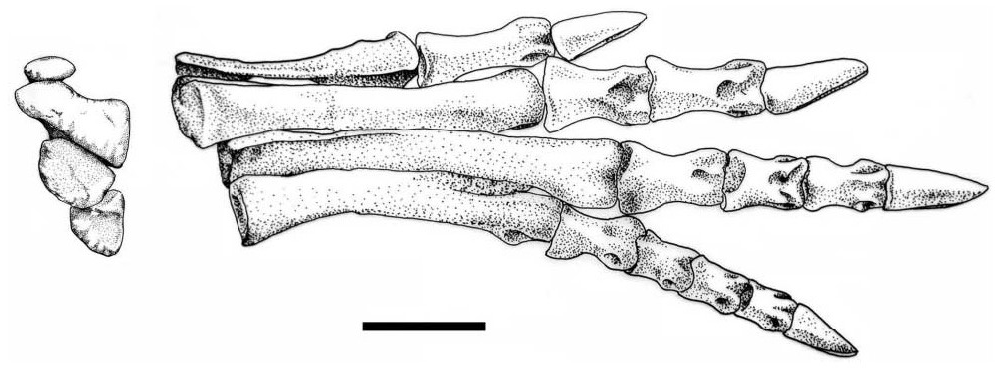
Archaeoceratops oshimai (IVPP V 11115, parátipo), pé direito em vista dorsal (barra de escala 2 cm).

Dois espécimes foram encontrados no Grupo Xinminbao, na Bacia de Gongpoquan da área Mazong Shan,  na província chinesa de Gansu. A espécie-tipo,  A. oshimai, foi nomeada por Dong Zhiming e Azuma, em 1997. Foi o primeiro neoceratopsiano basal descoberto nesta região. Uma segunda espécie, A. yujingziensis, foi descrita em 2010.
O espécime-tipo V11114 IVPP consiste de um esqueleto parcialmente completo, incluindo crânio, série caudal (seqüência de vértebras da cauda), pelve, e a maior parte de uma pata traseira. A segunda amostra (parátipo), IVPP V11115, consiste de um esqueleto incompleto, com uma série caudal relativamente bem preservada, um membro traseiro parcial e uma pata completamente preservada. É ligeiramente menor do que o holótipo.

## Classificação
O Archaeoceratops pertencia ao grupo Ceratopsia (nome grego para "chifres"), formado por dinossauros herbívoros com bicos semelhantes ao de um papagaio, que prosperaram na América do Norte e na Ásia durante o Período Cretáceo. Em 1997, Dong e Azuma colocaram o Archaeoceratops em uma nova família, a Archaeoceratopsidae (arqueoceratopsídeos).

## Dieta
O Archaeoceratops, como todos os Ceratopsia, era um herbívoro. Durante o Cretáceo, plantas com flores eram geograficamente limitadas. Assim, é provável que este dinossauro se alimentava dos vegetais predominantes da época, samambaias, cicadófitas e coníferas. Ele teria usado seu bico afiado para colher as folhas ou agulhas e picá-los antes de engoli-los.